# Magliaso

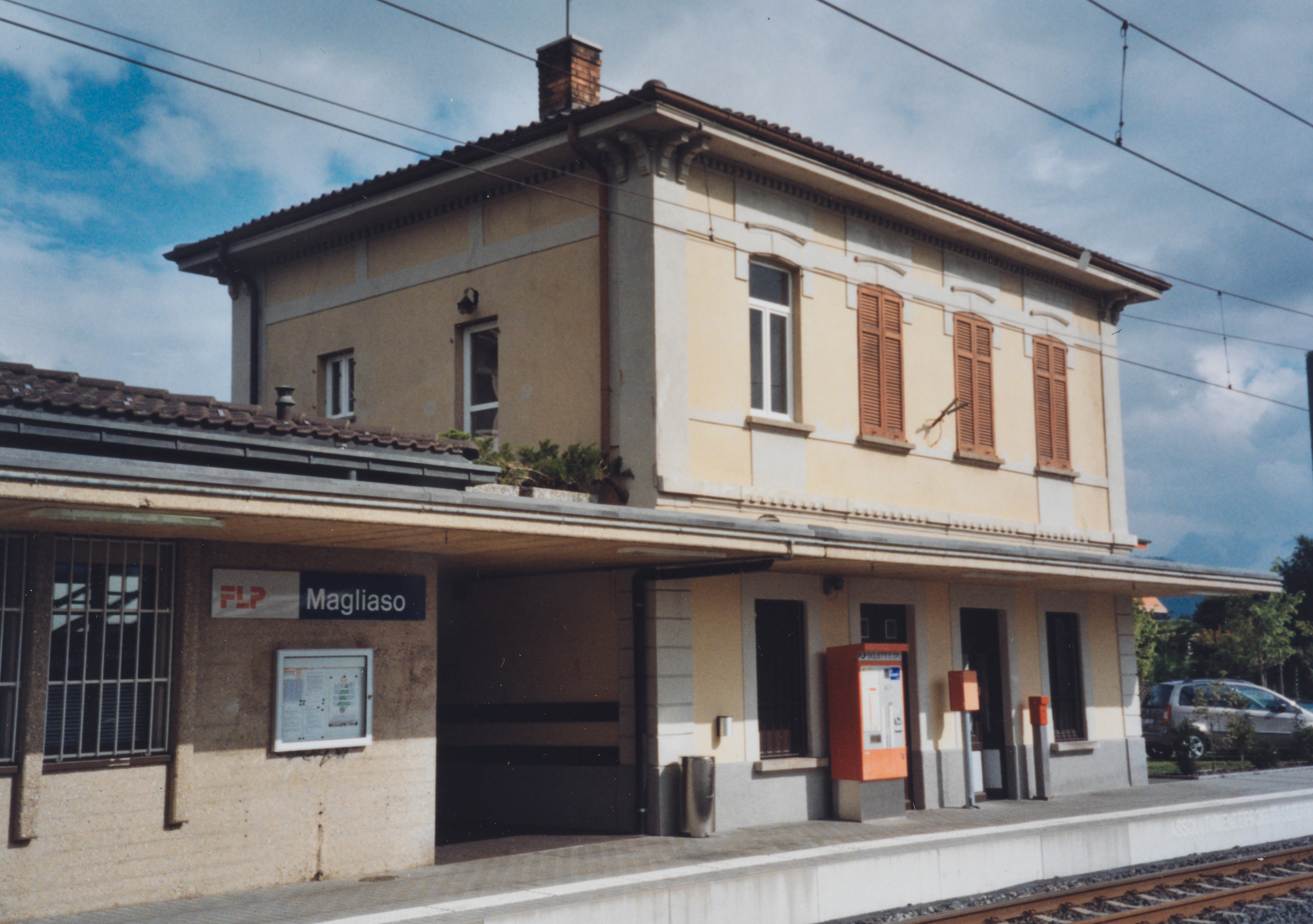
La gare.

Magliaso est une commune suisse du canton du Tessin, située dans le district de Lugano.

Photo aérienne (1950).

## Monuments
- Château Saint-Georges.